# Nagarzê
Nagarzê (chữ Tạng: སྣ་དཀར་རྩེ་རྫོང་; Wylie: sna dkar rtse rdzong; ZWPY: Nagarzê Zong, tiếng Trung: 浪卡子县; bính âm: Làngkǎzǐ Xiàn, Hán Việt: Lãng Tạp Tử) là một huyện của địa khu Sơn Nam (Lhoka), khu tự trị Tây Tạng, Trung Quốc. Sông Yarlung Tsangpo chảy qua địa bàn huyện.

### Trấn
- Lãng Tạp Tử (浪卡子镇)
- Đả Long (打隆镇)

### Hương
| - Phổ Mã Giang Đường (普玛江塘乡) - Đa Tức (多却乡) - Tạp Long (卡龙乡) - A Trát (阿扎乡) | - Công Bố Học (工布学乡) - Tạp Nhiệt (卡热乡) - Bạch Địa (白地乡) - Trương Đạt (张达乡) |

Nagarzê
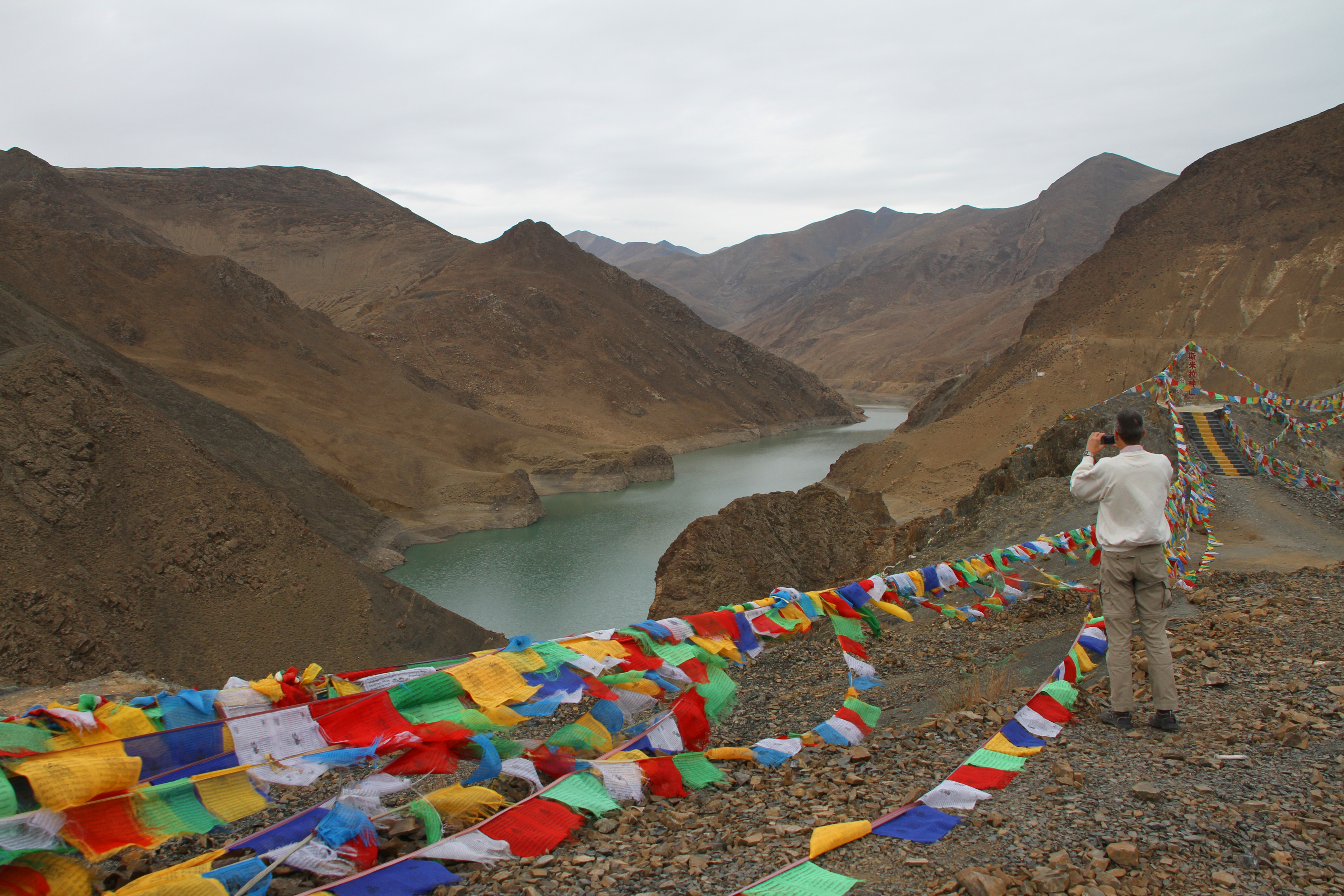
Sim La
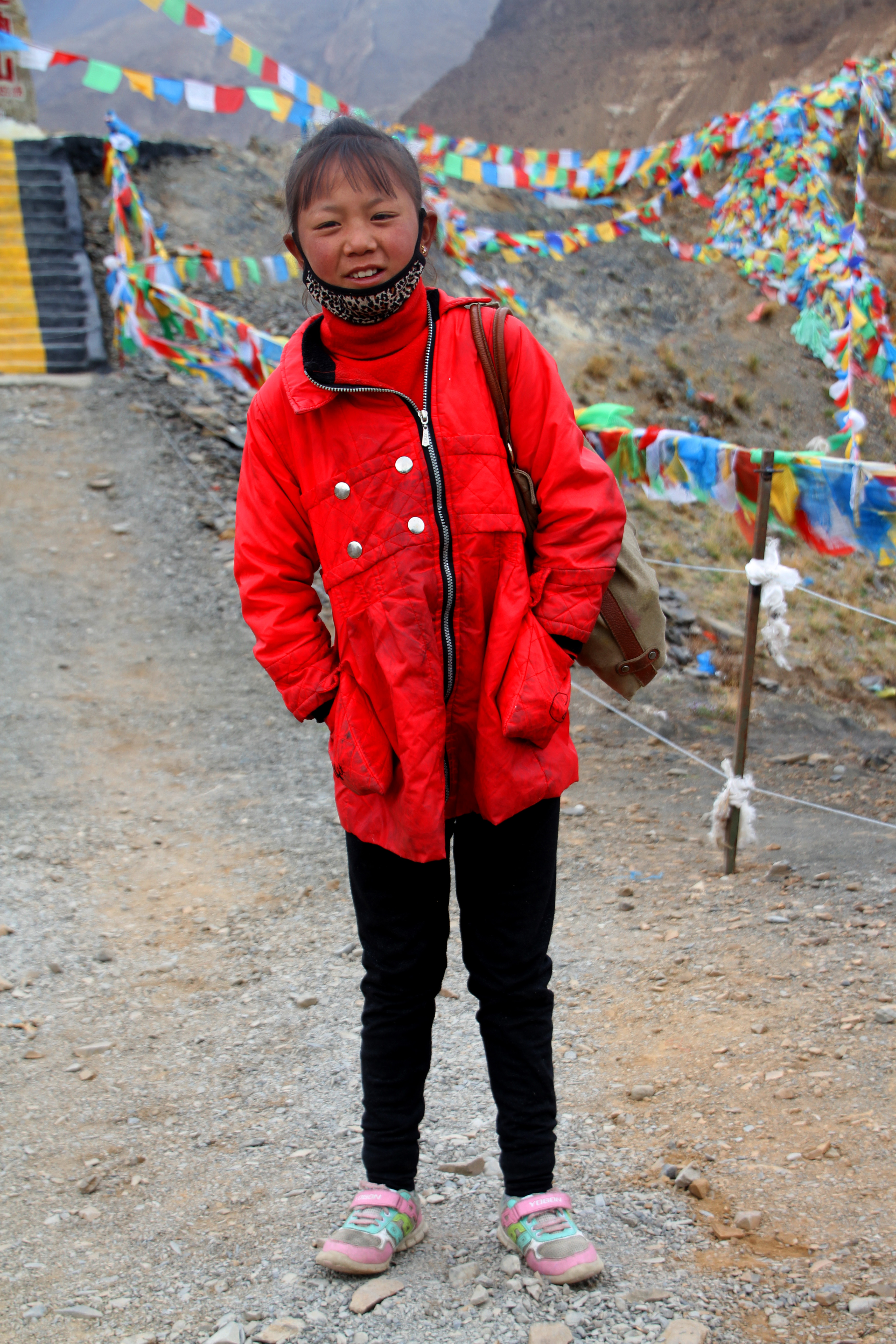
Sim La 4330m
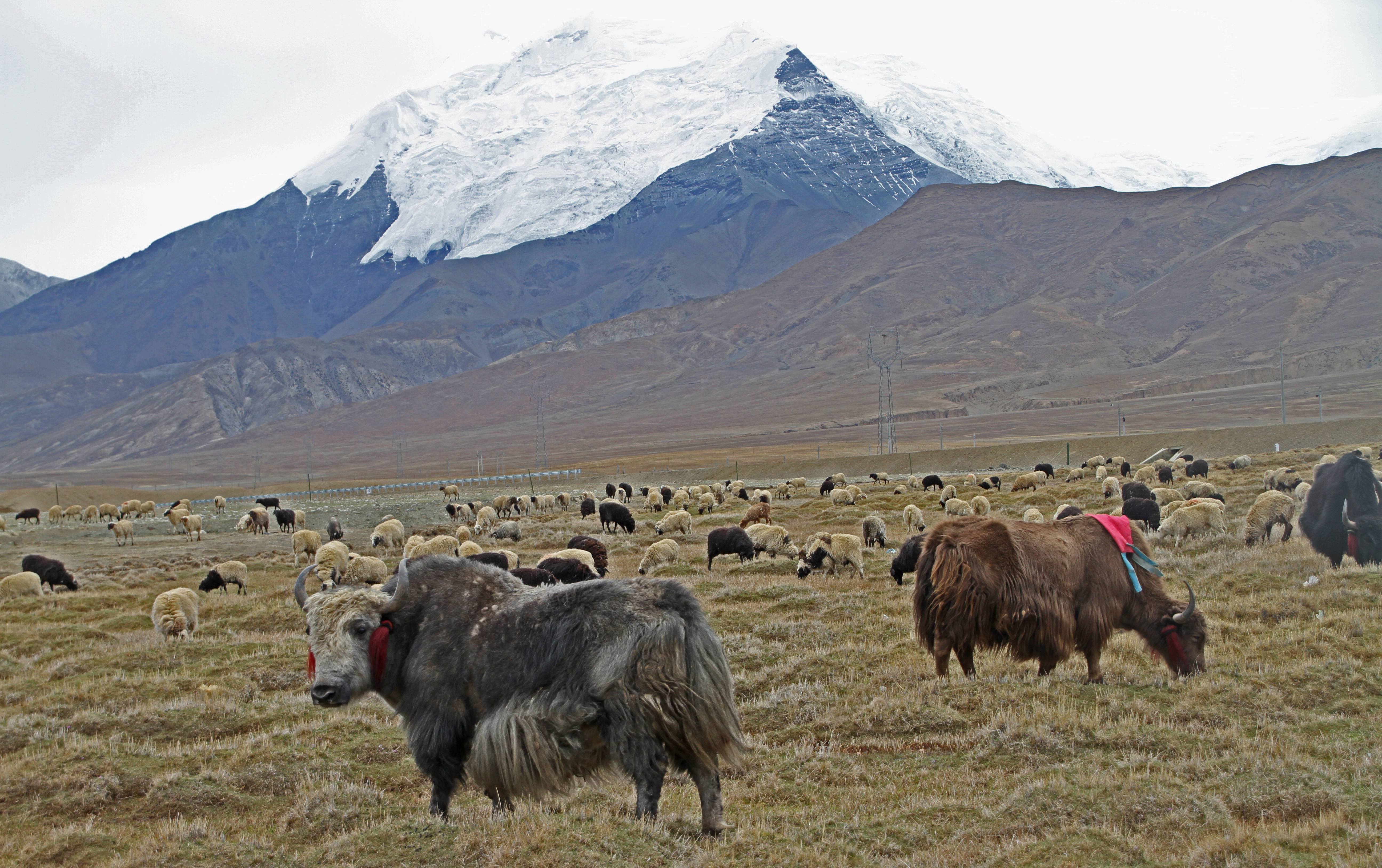
Yaks
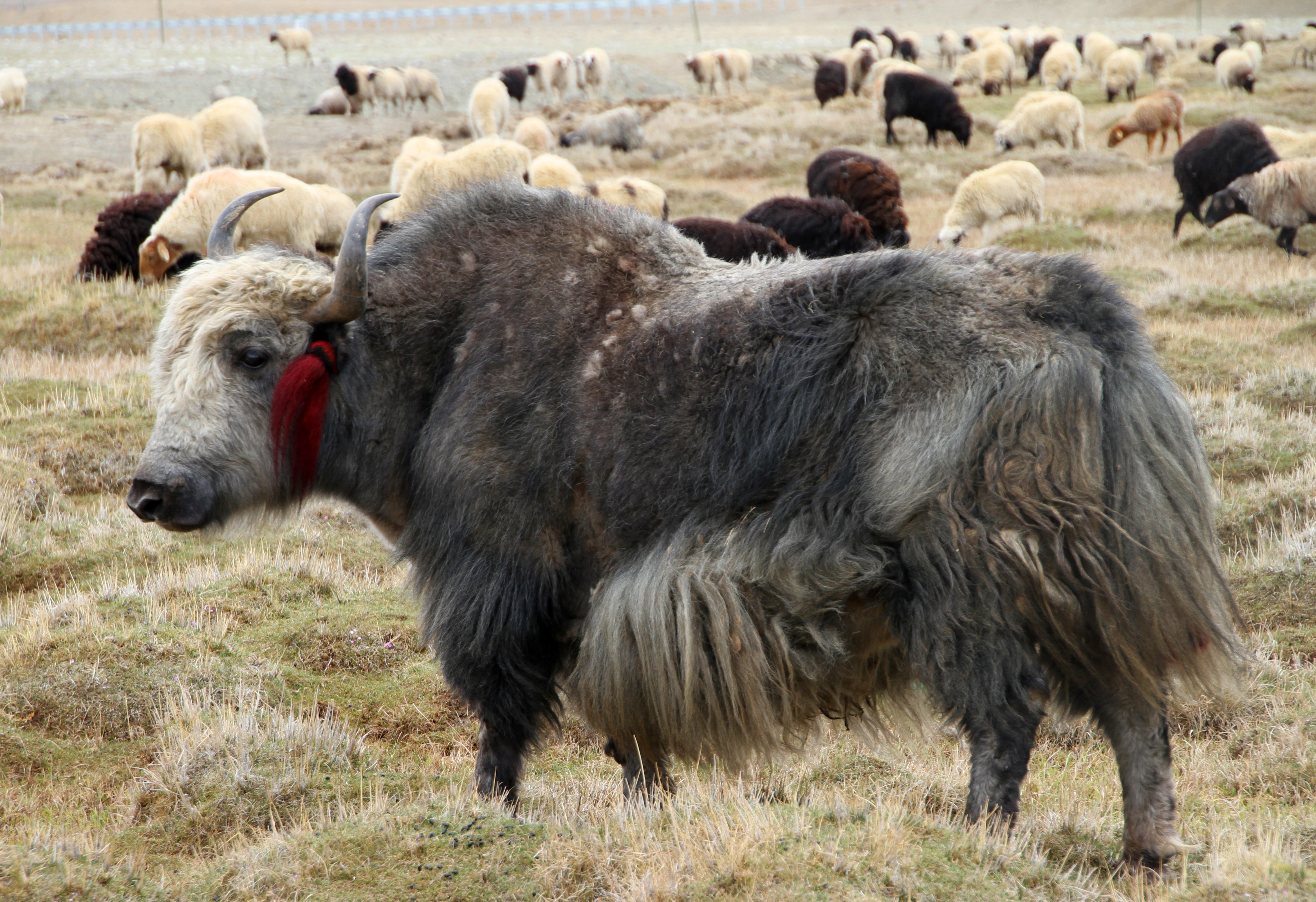
Yaks
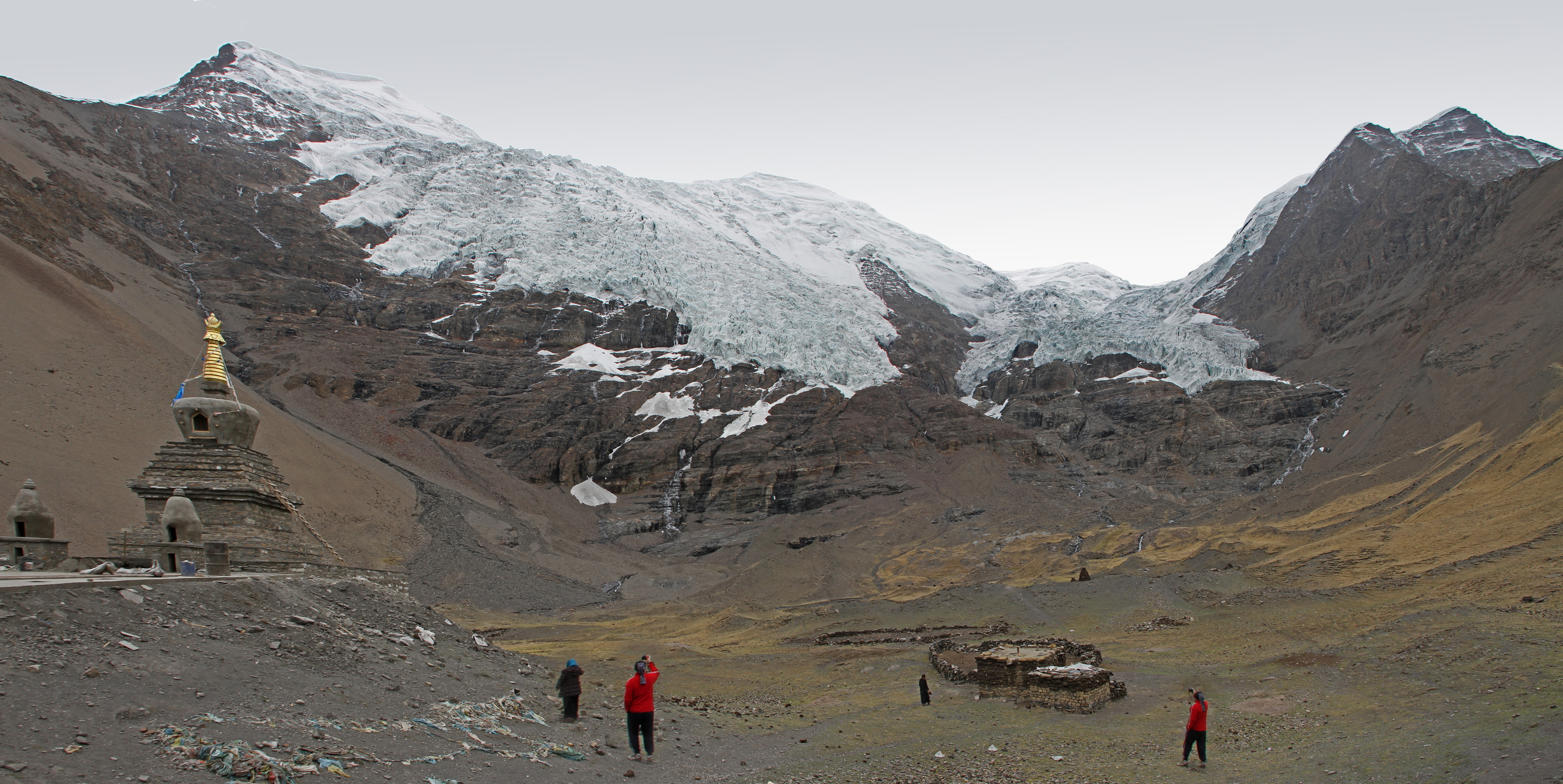
Karo La
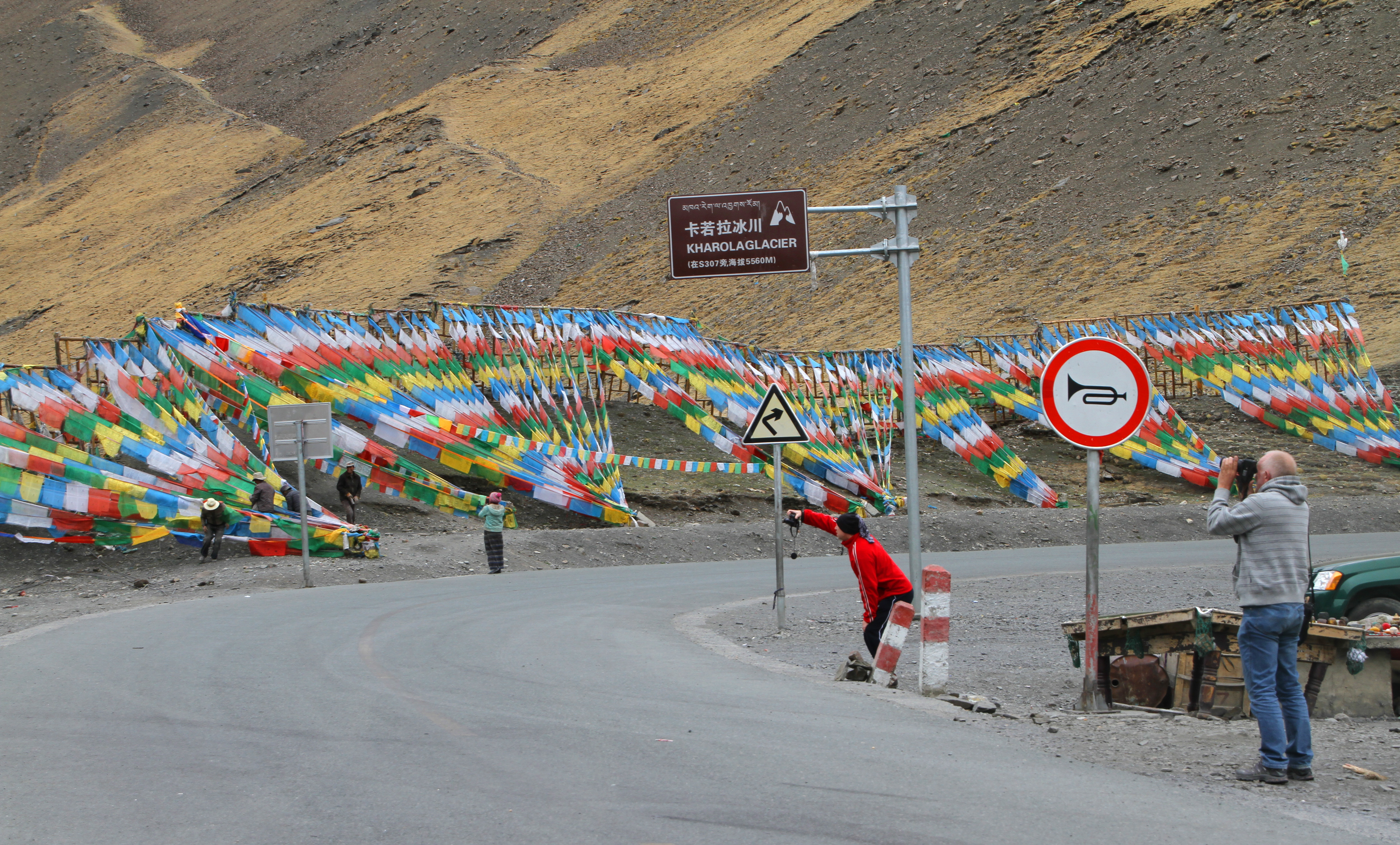
Karo La 5030m
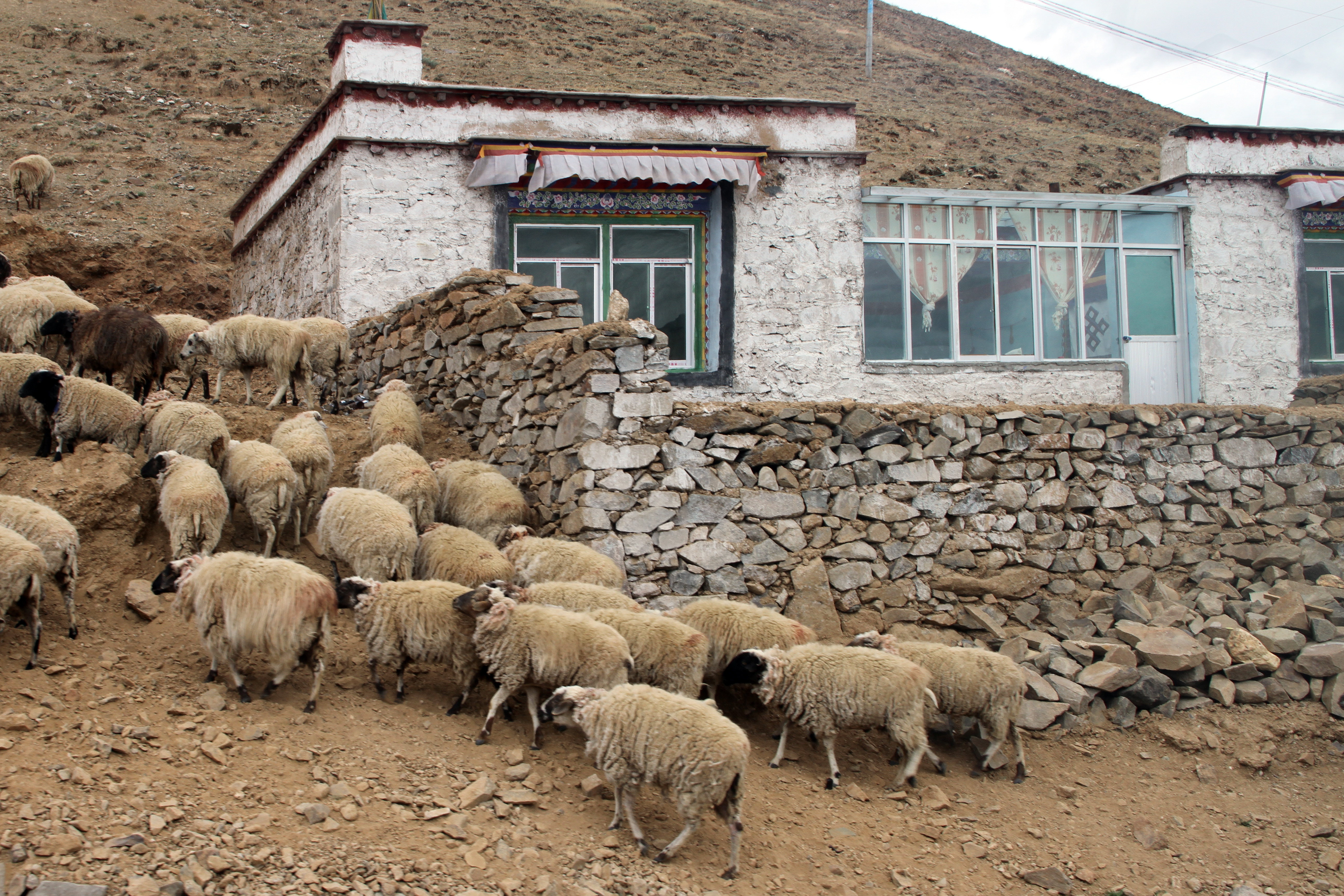
Fårhjord
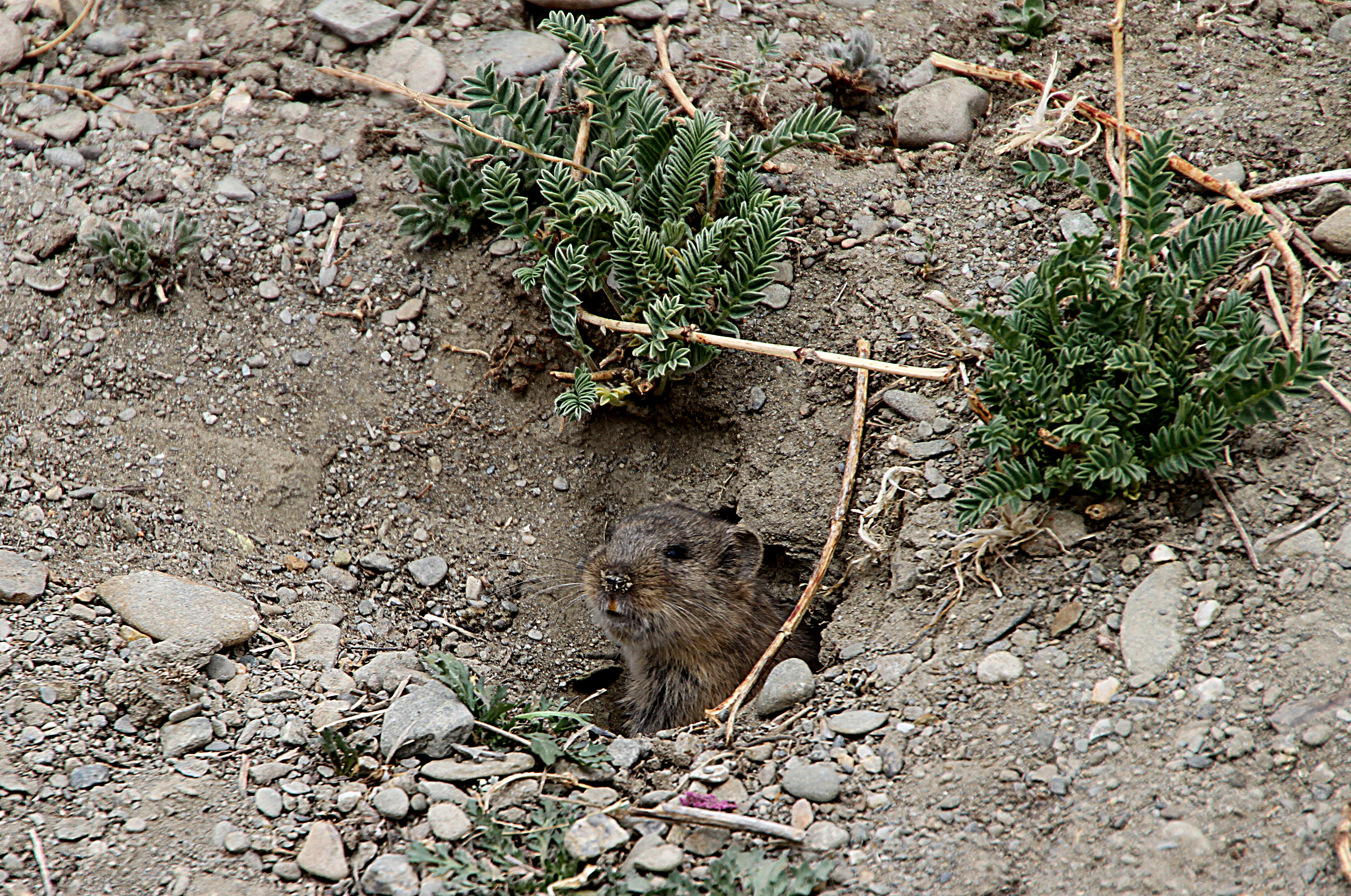
Chuột tại Yamdrok Tso